# A biztonságos közlekedésért
 A Biztonságos közlekedésért  egy 1953-ban készült Rendőrségi agitka a közlekedési szabályok betartása érdekében. Az Országos Rendőrkapitányság politikai osztályának filmcsoportja által készítve. 

## A film tartalma
A helytelen közlekedés és annak következményei kerülnek bemutatásra a következő képsorok által: 
- Országháza képe
- Romos utcák 1945-ös képeken
- Polgári ruhás irányító rendőr
- Oktatás a rendőrségen a közlekedési szabályokról
- Autógázolás
- Szabálytalan gyalogos közlekedés
- Karambol következményei

## Szereplők
- Károlyi Béla - rendőroktató, aki az oktatást tartja a kezdő rendőröknek
- Bartha János - ittas sofőr
- Gálcsiki János - rendőroktató
- Horkai János - ittas sofőr
- Selényi Etelka - rendőroktató

## Forrás
- https://nfi.hu/filmarchivum Gesztelyi Júlia – kutató, archivátor
- Magyar filmográfia: Rövidfilmek 1945-1960 (Magyar filmtudományi intézet és filmarchívum - 1979)